# Victor Igbonefo
Victor Chukwuekezie Igbonefo oder kurz Victor Igbonefo (* 10. Oktober 1985 in Enugu) ist ein indonesisch-nigerianischer Fußballspieler.

## Karriere

### Verein
Seinen ersten Vertrag unterschrieb Victor Igbonefo in Lagos beim First Bank FC, einem Verein aus seinem Geburtsland Nigeria. 2005 wechselte er nach Indonesien und schloss sich Persipura Jayapura, einem Verein, der in Jayapura auf der Insel Neuguinea beheimatet ist. Der Verein spielte in der Indonesian Premier Division, der höchsten Liga des Landes. Von 2005 bis 2011 absolvierte er 152 Spiele für den Verein. 2011 wechselte er nach Madura zu Madura United. 2012 wurde er nach Thailand zum dortigen Erstligisten Chiangrai United ausgeliehen. Nach der Hinserie und 12 Spielen ging er zurück nach Indonesien. Hier unterzeichnete er einen Vertrag in Malang beim Arema FC. 2015 wurde er wieder nach Thailand ausgeliehen. Hier spielte er ein Jahr für den in der ersten Liga spielenden Osotspa Samut Prakan. Zu Beginn der Saison 2016 wechselte er nach Sattahip und schloss sich dem Ligakonkurrenten Navy FC an. Nach einer Saison wechselte er nach Nakhon Ratchasima zum dort beheimateten Nakhon Ratchasima FC. 2018 ging er abermals zurück nach Indonesien. Er unterschrieb einen Einjahresvertrag in Bandung bei Persib Bandung. Nach einem Jahr zog es ihn wieder nach Thailand. Die Saison 2019 spielte er beim Erstligaaufsteiger PTT Rayong FC in Rayong. Nachdem Rayong Ende 2019 bekannt gab, dass der Verein sich aus dem Ligabetrieb zurückzieht, wechselte er wieder zu seinem ehemaligen Club Persib Bandung nach Indonesien. In der Saison 2023/24 wurde er dort zum vierten Mal nationaler Meister.

### Nationalmannschaft
Von 2013 bis 2021 lief Victor Igbonefo mit Unterbrechungen insgesamt 14 Mal für die indonesische A-Nationalmannschaft auf.

## Erfolge
- Indonesischer Meister: 2005, 2009, 2011, 2024
- Indonesischer Community Shield-Sieger: 2009